# Deborah Levi
Deborah Levi (née le 27 août 1997 à Dillenburg) est une bobeuse allemande. En tant que freineuse, elle est championne olympique en 2022.

## Palmarès

### Jeux olympiques
- : médaillée d'or en  en bob à deux aux Jeux olympiques d'hiver de 2022 à Pékin  Chine.

### Championnats monde
- : médaillé d'or en bob à 2 aux championnats du monde de 2025.
- : médaillé d'argent en bob à 2 aux championnats du monde de 2024.
- : médaillé de bronze en bob à 2 aux championnats du monde de 2021.

### Coupe du monde
- 16 podiums  : 
  - en bob à 2 : 9 victoires, 4 deuxièmes places et 3 troisièmes places.

#### Détails des victoires
| Édition   | Monobob | Bob à 2                 | Total |
| 2019-2020 |         | La Plagne               | 1     |
| 2020-2021 |         | Innsbruck Winterberg    | 2     |
| 2021-2022 |         | Innsbruck Winterberg x2 | 3     |
| 2023-2024 |         | Altenberg               | 1     |
| 2024-2025 |         | Altenberg Igls          | 2     |